# Eonian
Eonian je desáté studiové album norské symfonicky blackmetalové hudební skupiny Dimmu Borgir. Vydáno bylo 4. května 2018 prostřednictvím společnosti Nuclear Blast. Jedná se o první studiovou desku skupiny po více než osmi letech, předchozí album Abrahadabra vyšlo v roce 2010. Skupina album produkovala sama za pomoci Jense Bogrena, jenž se ve studiu staral o technické záležitosti. Chorály k písním nahrála spolu s norským komorním sborem Schola Cantrum, s aranžemi jí vypomohl norský jazzový hudebník Gaute Storaas. Autorem přebalu alba je polský výtvarník Zbigniew M. Bielak.

## Seznam skladeb
1. The Unveiling
2. Interdimensional Summit
3. Ætheric
4. Council of Wolves and Snakes
5. The Empyrean Phoenix
6. Lightbringer
7. I Am Sovereign
8. Archaic Correspondence
9. Alpha Aeon Omega
10. Rite of Passage

## Obsazení
- Shagrath – zpěv
- Galder – kytara
- Silenoz – kytara
- Geir Bratland – klávesy
- Dariusz Brzozowski – bicí

Ostatní
- Schola Cantrum – sbor
- Gaute Storaas – sborové aranže

Technická podpora
- Jens Bogren – technické záležitosti
- Zbigniew M. Bielak – přebal alba